# Krzysztof Tyniec
Krzysztof Tyniec (ur. 5 lutego 1956 w Nowej Rudzie) – polski aktor filmowy, teatralny i dubbingowy, piosenkarz, komik, konferansjer i prezenter telewizyjny.

## Życiorys
Wychowywał się w Zgorzelcu na Górnych Łużycach. W 1980 ukończył studia w Państwowej Wyższej Szkole Teatralnej w Warszawie.
W latach 80. występował w roli Pana Fasoli w muzycznych programach dla dzieci: Fasola oraz Tik-Tak. Przez wiele lat występował w telewizyjnym kabarecie Olgi Lipińskiej. Z dubbingu został zapamiętany jako Goofy (od 1983), Królik Bugs (1990–1998), Dżin z Aladyna (1992) czy Timon z Króla lwa (1994). W latach 90. był gwiazdą koncertów „Gali Piosenki Biesiadnej”. Od 1988 jest związany z warszawskim Teatrem Ateneum.
W latach 2000–2001 prowadził teleturniej Idź na całość. W 2007 w parze z Kamilą Kajak zwyciężył w finale piątej edycji programu rozrywkowego TVN Taniec z gwiazdami i uczestniczył z nią w odcinku specjalnym programu pt. „Najpiękniejsze tańce”. Nagrodę za zwycięstwo w Tańcu... – statuetkę Kryształowej Kuli – przeznaczył na aukcję na rzecz Wielkiej Orkiestry Świątecznej Pomocy. W latach 2007–2009 prowadził teleturniej Koło Fortuny.
Od 2021 należy do kabaretu PanDemon.
Amatorsko gra w hokeja na wrotkach.

## Życie prywatne
Żonaty z Jagodą, z zawodu historyczką sztuki, z którą ma dwie córki.

## Filmografia
- 2024: Gang Zielonej Rękawiczki – Krzysztof Masarz
- 2021: Gierek – generał KGB
- 2021: Lokatorka
- 2019: Czarny charakter – Stefan, ojciec Marty
- od 2017: M jak miłość – Robert Żak
- 2017: Daleko od noszy. Reanimacja – dr Rudolf Wstrząs
- 2014: Lekarze – Władysław Badera (odc. 57)
- 2014: Wkręceni – szef hotelu
- od 2012: Klan – Krzysztof Bąk
- 2011: Kop głębiej – Wiktor
- 2011: Daleko od noszy. Szpital futpolowy – dr Rudolf Wstrząs
- 2010–2011: Daleko od noszy 2 – dr Rudolf Wstrząs
- 2010: Belcanto – dyrektor wytwórni lodów
- 2009: Zamiana – Maurycy
- 2008: Nie kłam, kochanie – Maurycy Zaborski, komornik sądowy
- 2008: Plebania – Alfred (odc. 1007–1009, 1013–1016)
- 2007: Dylematu 5 – Wojtaszek, zaprzyjaźniony policjant (odc. 1-3)
- 2007: Niania – Bodzio (odc. 73)
- 2006–2007: Hela w opałach – wdowiec (odc. 7)
- 2006: Kryminalni – adwokat Cichego (odc. 52 i 53)
- 2006: Okazja – Andy (odc. 16)
- 2005: Boża podszewka II – Roman, brat Niusi, mąż Janeczki (odc. 2-15)
- 2005: Sąsiedzi – reżyser (odc. 62)
- 2004: Kryminalni – adwokat Zbigniewa Kaweckiego (odc. 9)
- 2003: Tygrysy Europy 2 – właściciel Agencji Reklamowej
- 2003–2009: Daleko od noszy – dr Rudolf Wstrząs
- 2000: Pucuś – Baltazar Pucuś (odc. 1-3)
- 1999: Badziewiakowie – Karol
- 1998–2000: Syzyfowe prace – Wiechowski
- 1997: Boża podszewka – Roman
- 1993: Człowiek z... – oficer UOP, wcześniej SB
- 1992: Zwolnieni z życia – SB-ek, podwładny kapitana
- 1991: Dzieci wojny – ksiądz
- 1991: Panny i wdowy –
  - nauczyciel w Lechicach,
  - kochanek Susanne
- 1990: Kapitan Conrad
- 1989: Odbicia – Chomicki, wykładowca Małgosi
- 1988: Królewskie sny – Nienasz, służący Sonki
- 1988: Serenite
- 1988: Prywatne niebo – poeta
- 1987: Jedenaste przykazanie – ułan prowadzący Kasztankę
- 1986: Dzieci śmieci – motorniczy Bogdan
- 1986: Nikt nie jest winien – Stach
- 1985: Gra w ślepca – Jędrek
- 1984: 111 dni letargu – więzień w „tramwaju” na Szucha
- 1984: Dzień czwarty – powstaniec
- 1980: Dom – chłopak na wieczorku poetyckim (odc. 3)

## Dubbing
- 2017: Miki i raźni rajdowcy – Goofy
- 2015–2019: Lwia Straż – Timon
- 2013: Myszka Miki – Goofy
- 2012: Epic Mickey 2: Siła dwóch – Goofy
- 2011–2015: Butik Minnie – Goofy
- 2010: Teraz Miki – Goofy
- 2008: Łowcy smoków – Gwizdo
- 2008: Wallace i Gromit: Kwestia tycia i śmierci – Wallace
- 2007: Happy Wkręt – Mambo
- 2006: I ty możesz zostać bohaterem – Screwie
- 2006: Klub przyjaciół Myszki Miki – Goofy
- 2004: Kochany Goofy – Goofy
- 2004: Garfield
- 2004: Mickey: Bardziej bajkowe święta – Goofy
- 2004: Baśniowy świat 6 – Goofy
- 2004: Mickey, Donald, Goofy: Trzej muszkieterowie – Goofy
- 2003: Country Miśki – Reid Thimple
- 2002–2003: Psie serce – Bimber
- 2002: Tristan i Izolda – Bobek
- 2001–2002: Café Myszka – Goofy
- 2001: Magiczna gwiazdka Mikiego: Zasypani w Café Myszka – Goofy
- 2001: Nowe szaty króla
- 2000: Goofy w college’u – Goofy
- 1999–2000: Produkcje Myszki Miki – Goofy
- 1999: Mickey: Bajkowe święta – Goofy
- 1998–1999: Podróże z Aleksandrem i Emilią – Kuzyn Badżaj
- 1998: Opowieść wigilijna Myszki Miki – Duch Jacoba Marleya (Goofy)
- 1998: Tajemnica zaginionej skarbonki – Królik Bugs
- 1998: Książę Egiptu – Choi
- 1998: Król lew II: Czas Simby – Timon
- 1997: Kosmiczny mecz – Królik Bugs
- 1997–2004: Johnny Bravo
- 1996: Miki Mol i Straszne Płaszczydło – Miki Mol
- 1996: Zima wśród wierzb – Szczurek
- 1996: Aladyn i król złodziei – Dżin
- 1995: Powrót do Wiklinowej Zatoki – Archibald
- 1995: Królowa Śniegu – Ćwirek
- 1995–1998: Timon i Pumba –
  - Timon (odcinki 1-75),
  - Monti (odcinek 2a),
  - Przyjaciel Wieprza Cisco (odc. 34a)
- 1995: Goofy na wakacjach – Goofy
- 1994–1995: Aladyn – Dżin
- 1994: Aladyn: Powrót Dżafara – Dżin
- 1994: Król lew – Timon
- 1994: Patrol Jin Jina – Papuga
- 1994: Troll w Nowym Jorku – Lord
- 1993: Przygody Myszki Miki i Kaczora Donalda – Goofy
- 1992–1993: Goofy i inni – Goofy
- 1992: Aladyn – Dżin
- 1990–1994: Super Baloo – Don Karnage
- 1990–1994: Przygody Animków – Królik Bugs
- 1990–1993: Zwariowane melodie – Królik Bugs
- 1990: Książę i żebrak – Goofy
- 1988: Denver, ostatni dinozaur – Nick
- 1987: W 80 Dni Dookoła świata z Willym Foggiem – Transfer
- 1985–1991: Gumisie – Gusto
- 1983: Miki i Donald przedstawiają Goofy’ego sportowca – Goofy
- 1983: Kaczor Donald przedstawia – Goofy
- 1972: Nowy Scooby Doo – Don Adams
- 1960–1966: Flintstonowie (wersja z 1998)

## Dyskografia

### Albumy studyjne

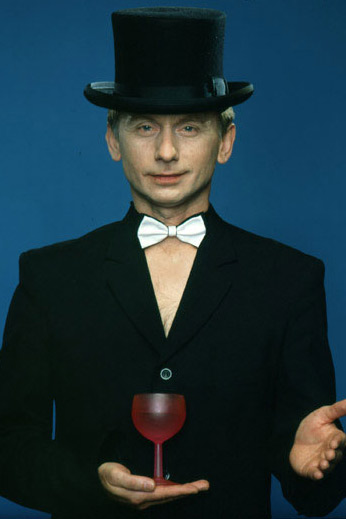
Krzysztof Tyniec (2008)

| Ulotne piosenki                                         | - Data: 24 lutego 2014 - Wydawca: Agencja Artystyczna MTJ | – |
| Dopokąd                                                 | - Data: 23 marca 2015 - Wydawca: Agencja Artystyczna MTJ  | – |
| „–” oznacza, że album nie był notowany na danej liście. |                                                           |   |

Single
| Tytuł                | Rok  | Album   |
| -------------------- | ---- | ------- |
| „Wiosenne olśnienie” | 2015 | Dopokąd |

## Odznaczenia i nagrody
- Srebrny Medal „Zasłużony Kulturze Gloria Artis” (12 grudnia 2014)[10]